# Григорівське (Вознесенський район)
Григо́рівське — село в Україні, у Бузькій сільській громаді Вознесенського району Миколаївської області. Населення становить 478 осіб.

## Географія
Селом тече річка Білоусівка.

## Населення

### Мова
Розподіл населення за рідною мовою за даними перепису 2001 року:
| Мова            | Кількість | Відсоток |
| --------------- | --------- | -------- |
| українська      | 431       | 89.98%   |
| румунська       | 24        | 5.01%    |
| російська       | 9         | 2.50%    |
| білоруська      | 4         | 0.84%    |
| інші/не вказали | 8         | 1.67%    |
| Усього          | 479       | 100%     |